# Meitner (krater wenusjański)
Meitner – krater uderzeniowy na powierzchni Wenus o średnicy 149 km, położony na 55° szerokości południowej i 321° długości wschodniej.
Decyzją Międzynarodowej Unii Astronomicznej w 1979 roku został nazwany na cześć austriackiej fizyk jądrowej Lise Meitner (1878–1968).